# Parasongella nigriceps
Parasongella nigriceps är en insektsart som beskrevs av Otte, D. 1987. Parasongella nigriceps ingår i släktet Parasongella och familjen syrsor. Inga underarter finns listade i Catalogue of Life.